# Чан Хан На
Чан Хан На (кор. 장한나; род. 23 декабря 1982, Сувон) — южнокорейская виолончелистка.

## Биография
Чан Хан На, родившаяся в Сувоне, Кёнгидо, Южная Корея, начала изучать фортепиано в трехлетнем возрасте. В 6 лет начала заниматься виолончелью. В 1993 году ее семья переехала в Соединенные Штаты, где она была зачислена в отделение колледжа Джульярдской школы. В 1993 году она посещала мастер-классы Миши Майского в Сиене, Италия, и брала у него частные уроки. В 1994 завоевала первую премию на Международном конкурсе Ростроповича. Училась у Ростроповича. Параллельно занятиям музыкой с 2001 изучала философию в Гарварде. Впоследствии Чан проявила интерес к дирижированию и училась у Джеймса Де Приста. Она дебютировала в Корее в 2007 году.

## Репертуар
Гайдн, Форе, Сен-Санс, Дворжак, Чайковский, Прокофьев, Шостакович.

## Признание
- Премия ЭХО-Классик (1997, 2003).
- Каннская премия исполнителю классической музыки (2004).